# Polittico della Madonna della Misericordia
Il polittico della Madonna della Misericordia è un dipinto ad affresco e olio su tavola di autori vari (anonimo di fine XV secolo, Paolo da Caylina il Giovane, bottega del Romanino e Gaetano Cresseri) eseguito in settori cronologicamente distinti (fine XV secolo l'affresco centrale, inizio XVI le tavole laterali e la predella, 1924 le lunette) e conservato nella chiesa di Sant'Agata di Brescia, al primo altare sinistro.

## Storia
Il polittico viene eseguito attorno al 1520 molto probabilmente da Paolo da Caylina il Giovane e, nella composizione originale, doveva presentare almeno tre scomparti, le due tavole laterali ancora presenti e un'altra tavola centrale, oppure una statua, raffigurante a sua volta la Madonna. Realizzata da mano differente, attribuibile alla bottega del Romanino, e un poco più tarda è invece la predella, che viene aggiunta alle tavole già esistenti.
L'opera rimane sostanzialmente invariata per più di un secolo, fino a quando, il 9 settembre 1668, viene deciso il trasferimento nel polittico di un affresco situato su una casa in via Cairoli, al quale erano stati attribuiti fatti miracolosi. La tavola centrale (o la statua) viene rimossa, andando dispersa, per la collocazione dell'affresco.
Il polittico viene notevolmente rimaneggiato nel 1924 quando il prevosto Enrico Capretti commissiona una nuova ancona neorinascimentale in legno dorato dove inquadrarlo. Il lavoro viene completato da Gaetano Cresseri, che aggiunge sulla fascia superiore le tre lunette stilisticamente conformi al resto delle tavole. La cornice, tra l'altro, era già stata sostituita in precedenza, come si apprese nel 1964 quando, durante lavori di restauro, il polittico venne rimosso e, in una nicchia dietro di esso, fu recuperato uno scritto datato 15 ottobre 1924 dove si ricordava che "la presente soasa in legno sostituisce quella in stucco eretta nel 1836 dopo il colera che fece oltre 250 vittime anche nella nostra parrocchia".
Gli ultimi interventi sul polittico risalgono proprio al 1964, quando l'affresco centrale viene ingemmato con alcuni preziosi monili, acquistati grazie alle offerte dei fedeli, e racchiuso in una nuova cornice d'argento e pietre dure.

## Descrizione
L'affresco centrale raffigura la Madonna in atteggiamento adorante verso il Bambino Gesù, risposto ai suoi piedi in una culla. Sullo sfondo, a colore uniforme, si scorge soltanto una merlatura ghibellina. Incornicia l'affresco una fascia decorativa geometrica, mentre il tutto è contenuto in una seconda cornice d'argento e pietre dure, installata nel 1964 assieme ai monili che ornano l'affresco, tra i quali un ciondolo al collo di Maria.
All'affresco sono affiancate le due tavole con la Natività a sinistra e l'Adorazione dei Magi a destra. Le due scene sono accomunate soprattutto dallo sfondo, aperto su un profondo paesaggio lacustre e montuoso, e dall'architettura in rovina che sovrasta i due gruppi.
Nella predella sono invece raffigurate alcune scene della vita di Maria, in particolare la Natività, la Visitazione, la Presentazione al Tempio e Gesù tra i dottori.
Nelle tre lunette del Cresseri sono invece dipinti due Angeli musicanti nelle laterali e un Padre Eterno nella centrale.

## Stile
L'affresco centrale, fulcro del polittico, è attribuibili a un autore anonimo locale della fine del XV secolo o dell'inizio del XVI, ma presenta notevoli ridipinture che ne hanno alterato l'aspetto originale rendendo difficoltosa una datazione precisa.
Le due tavole laterali con la Natività e l'Adorazione dei Magi sono invece due notevolissime produzioni del primo rinascimento bresciano che, nel corso dei secoli, sono state attribuite a svariati autori: Vincenzo Foppa, Callisto Piazza, Floriano Ferramola, Bernardino Zenale o il cosiddetto "Foppa il Giovane". La critica novecentesca ha comunque fissato l'attribuzione a Paolo da Caylina il Giovane. Stilisticamente, le due tavole si collocano a un traguardo intermedio tra le forme quattrocentesche e i nuovi influssi di Romanino e Moretto, caratterizzate da una spazialità larga e profonda, da morbidezza degli impasti e da una ricchezza cromatica dai toni caldi e luminosi. Un'atmosfera di intimità e dolcezza avvolge le figure dell'Adorazione dei Magi, pur nell'affollarsi dei soggetti in uno spazio ristretto, distinguendosi dalla serena compostezza della Natività, nella quale sono inoltre da notare i tre angeli cantori in alto a destra, molto vicino ai modi del Romanino.
Proprio alla bottega del Romanino è attribuibile la predella con le Storie della vita di Maria, caratterizzate da uno stile più rustico ma estremamente vivace nella composizione e nel colorito della rappresentazione, con forme piene che si stemperano in un colorismo caldo. La Natività di Maria, in particolare, offre un interessante spaccato dell'ambiente e della vita del primo Cinquecento, vivace e allo stesso tempo intimo e familiare.
Più formali si presentano invece le lunette di Gaetano Cresseri, anch'esse neorinascimentali come la cornice, dipinte attingendo al repertorio di simili lunette dei primi anni del Cinquecento locale, così come ai suoi colori netti e vivaci.